# Gran Premio motociclistico di Cecoslovacchia 1991
Il Gran Premio motociclistico di Cecoslovacchia 1991 è stata la tredicesima prova del motomondiale del 1991.
Lo statunitense Wayne Rainey ottiene la pole position, il giro veloce e vince la gara riservata alla classe 500, giungendo in questo modo alla sua sesta affermazione stagionale. Secondo si classifica l'australiano Mick Doohan, mentre al terzo posto chiude John Kocinski, compagno di squadra di Rainey nel Marlboro Team Roberts. Per quel che concerne la classifica mondiale, gli unici due piloti ancora in lizza per il titolo della classe 500 sono rimasti proprio Rainey (primo) e Doohan (secondo).
Nella classe 250 il tedesco Helmut Bradl, analogamente a quanto fatto da Rainey in 500, realizza la pole position, il giro veloce e vince la gara. Alle sue spalle giungono altri due piloti dotati di motocicletta Honda, che sono: Carlos Cardús e Luca Cadalora. Proprio i tre piloti giunti sul podio di questa gara sono quelli ancora in competizione per l'iride mondiale di questa classe, con Cadalora primo nella graduatoria piloti, Bradl secondo e Cardús terzo.
Nella classe 125 si registra la prima vittoria in carriera nel motomondiale per Alessandro Gramigni, che coincide anche con la prima vittoria per l'Aprilia in 125 (prima di questo GP, la casa costruttrice italiana aveva vinto gare solo nella classe 250). Al secondo posto in gara giunge Loris Capirossi, che grazie a questo piazzamento si laurea campione mondiale della classe 125 con una gara d'anticipo rispetto al termine del campionato (visto che la classe 125 non corre il GP "Vitesse du Mans"). Per il diciottenne Capirossi si tratta del secondo titolo mondiale consecutivo in sole due stagioni corse nel motomondiale. Al terzo posto in questa gara si posiziona Gabriele Debbia, compagno di squadra nel team Italia del vincitore Gramigni, per Debbia si tratta del primo podio nel contesto del motomondiale.
Da segnalare sempre nella gara della classe di minor cilindrata l'incidente occorso al tedesco Peter Öttl, che in una caduta alla prima curva riporta la frattura di entrambe le gambe. Nell'incidente vengono coinvolti anche Emilio Cuppini e Alain Bronec, con quest'ultimo che si rompe la clavicola sinistra nella caduta. Altri incidenti durante la gara hanno causato la rottura della caviglia sinistra per Dirk Raudies ed una commozione cerebrale per Koji Takada. Non prende invece parte alla gara Ezio Gianola dopo essersi rotto il braccio durante le prove.
La gara della classe sidecar è stata vinta da Rolf Biland e Kurt Waltisperg. Per quel che concerne il mondiale, restano in lizza solo due equipaggi che sono: quello di Steve Webster primo con 166 punti e quello di Biland secondo con 148.

## Classe 500

### Arrivati al traguardo
| Pos. | Nº | Pilota             | Squadra                | Motocicletta         | Giri | Tempo     | Griglia | Punti |
| ---- | -- | ------------------ | ---------------------- | -------------------- | ---- | --------- | ------- | ----- |
| 1º   | 1  | Wayne Rainey       | Marlboro Team Roberts  | Yamaha YZR 500       | 23   | 47'32.169 | 1º      | 20    |
| 2º   | 3  | Mick Doohan        | Rothmans Honda         | Honda NSR 500        | 23   | +3.204    | 2º      | 17    |
| 3º   | 19 | John Kocinski      | Marlboro Team Roberts  | Yamaha YZR 500       | 23   | +19.939   | 5º      | 15    |
| 4º   | 5  | Wayne Gardner      | Rothmans Honda         | Honda NSR 500        | 23   | +24.403   | 7º      | 13    |
| 5º   | 34 | Kevin Schwantz     | Lucky Strike Suzuki    | Suzuki RGV Γ 500     | 23   | +25.039   | 3º      | 11    |
| 6º   | 6  | Juan Garriga       | Ducados Yamaha         | Yamaha YZR 500       | 23   | +33.195   | 4º      | 10    |
| 7º   | 27 | Didier de Radiguès | Lucky Strike Suzuki    | Suzuki RGV Γ 500     | 23   | +52.768   | 6º      | 9     |
| 8º   | 7  | Eddie Lawson       | Cagiva                 | Cagiva C591          | 23   | +53.356   | 8º      | 8     |
| 9º   | 10 | Sito Pons          | Campsa Honda           | Honda NSR 500        | 23   | +1'22.765 | 11º     | 7     |
| 10º  | 21 | Doug Chandler      | Roberts Yamaha Castrol | Yamaha YZR 500       | 23   | +1'24.755 | 10º     | 6     |
| 11º  | 17 | Eddie Laycock      | Millar Racing          | Yamaha YZR 500       | 22   | +1 giro   | 13º     | 5     |
| 12º  | 32 | Michael Rudroff    | R.S. RallyeSport       | Honda RS 500         | 22   | +1 giro   | 14º     | 4     |
| 13º  | 16 | Cees Doorakkers    | HEK-Bauwmachines       | Honda RS 500         | 22   | +1 giro   | 15º     | 3     |
| 14º  | 36 | Hans Becker        | Romero Racing          | Hummel-Yamaha TZ 358 | 22   | +1 giro   | 16º     | 2     |
| 15º  | 37 | Simon Buckmaster   | Padgett's Racing       | Suzuki RG 500        | 22   | +1 giro   | 19º     | 1     |
| 16º  | 38 | Josef Doppler      | Doppler Racing         | Yamaha YZR 500       | 22   | +1 giro   | 18º     |       |
| 17º  | 13 | Niggi Schmassman   | Technotron             | Honda RS 500         | 21   | +2 giri   | 21º     |       |

### Ritirati
| Nº | Pilota         | Squadra        | Motocicletta  | Giri | Griglia |
| -- | -------------- | -------------- | ------------- | ---- | ------- |
| 30 | Martin Trösch  | MT Racing      | Honda RS 500  | 18   | 20º     |
| 23 | Andreas Leuthe | Librenti Corse | Suzuki RG 500 | 1    | 17º     |

### Non partiti
| Nº | Pilota               | Squadra                | Motocicletta   | Griglia |
| -- | -------------------- | ---------------------- | -------------- | ------- |
| 20 | Adrien Morillas      | Yamaha Sonauto Mobil 1 | Yamaha YZR 500 | 9º      |
| 8  | Jean-Philippe Ruggia | Yamaha Sonauto Mobil 1 | Yamaha YZR 500 | 12º     |

### Non qualificati
| Nº | Pilota           | Squadra          | Motocicletta |
| -- | ---------------- | ---------------- | ------------ |
| 24 | Helmut Schütz    | R.S. RallyeSport | Honda RS 500 |
| 50 | Vincenzo Cascino | Vogt             | Vogt Honda   |

## Classe 250

### Arrivati al traguardo
| Pos. | Nº | Pilota                    | Costruttore | Giri | Tempo     | Griglia | Punti |
| ---- | -- | ------------------------- | ----------- | ---- | --------- | ------- | ----- |
| 1º   | 4  | Helmut Bradl              | Honda       | 22   | 46'50.905 | 1º      | 20    |
| 2º   | 2  | Carlos Cardús             | Honda       | 22   | +12.113   | 2º      | 17    |
| 3º   | 3  | Luca Cadalora             | Honda       | 22   | +12.203   | 3º      | 15    |
| 4º   | 7  | Masahiro Shimizu          | Honda       | 22   | +27.646   | 8º      | 13    |
| 5º   | 11 | Àlex Crivillé             | JJ Cobas    | 22   | +28.817   | 9º      | 11    |
| 6º   | 6  | Martin Wimmer             | Suzuki      | 22   | +29.284   | 11º     | 10    |
| 7º   | 8  | Jochen Schmid             | Honda       | 22   | +29.398   | 7º      | 9     |
| 8º   | 17 | Paolo Casoli              | Yamaha      | 22   | +1'02.961 | 10º     | 8     |
| 9º   | 18 | Andreas Preining          | Aprilia     | 22   | +1'06.885 | 24º     | 7     |
| 10º  | 51 | Jean Pierre Jeandat       | Honda       | 22   | +1'09.793 | 14º     | 6     |
| 11º  | 33 | Stefan Prein              | Honda       | 22   | +1'09.929 | 19º     | 5     |
| 12º  | 32 | Bernard Haenggeli         | Aprilia     | 22   | +1'10.060 | 17º     | 4     |
| 13º  | 27 | Renzo Colleoni            | Aprilia     | 22   | +1'10.336 | 12º     | 3     |
| 14º  | 16 | Alberto Puig              | Yamaha      | 22   | +1'17.766 | 21º     | 2     |
| 15º  | 41 | Bernd Kassner             | Aprilia     | 22   | +1'20.041 | 27º     | 1     |
| 16º  | 19 | Marcellino Lucchi         | Aprilia     | 22   | +1'20.107 | 18º     |       |
| 17º  | 63 | Stefano Caracchi          | Yamaha      | 22   | +1'28.118 | 22º     |       |
| 18º  | 53 | Jurgen van den Goorbergh  | Aprilia     | 22   | +1'42.279 | 26º     |       |
| 19º  | 34 | Patrick van den Goorbergh | Yamaha      | 22   | +2'04.930 | 29º     |       |
| 20º  | 47 | Urs Jücker                | Yamaha      | 22   | +2'12.243 | 33º     |       |
| 21º  | 22 | Stefano Pennese           | Aprilia     | 21   | +1 giro   | 30º     |       |
| 22º  | 14 | Peter Lindén              | Honda       | 21   | +1 giro   | 32º     |       |
| 23º  | 65 | Erkka Korpiaho            | Aprilia     | 21   | +1 giro   | 35º     |       |
| 24º  | 36 | Jean Foray                | Yamaha      | 21   | +1 giro   | 25º     |       |

### Ritirati
| Nº | Pilota              | Costruttore | Giri | Griglia |
| -- | ------------------- | ----------- | ---- | ------- |
| 42 | Kevin Mitchell      | Aprilia     | 12   | 31º     |
| 50 | Corrado Catalano    | Honda       | 10   | 15º     |
| 20 | Doriano Romboni     | Honda       | 10   | 16º     |
| 56 | Herri Torrontegui   | Aprilia     | 8    | 23º     |
| 5  | Wilco Zeelenberg    | Honda       | 5    | 6º      |
| 13 | Loris Reggiani      | Aprilia     | 5    | 5º      |
| 49 | Eskil Suter         | Aprilia     | 4    | 20º     |
| 9  | Pierfrancesco Chili | Aprilia     | 3    | 4º      |
| 69 | Frédéric Protat     | Aprilia     | 2    | 28º     |
| 43 | Fausto Ricci        | Yamaha      | 1    | 34º     |
| 30 | Harald Eckl         | Aprilia     | 1    | 13º     |
| 48 | Ian Newton          | Yamaha      | 1    | 36º     |

### Non qualificati
| Nº | Pilota          | Costruttore |
| -- | --------------- | ----------- |
| 45 | Renato Colleoni | Aprilia     |
| 15 | Carlos Lavado   | Yamaha      |

## Classe 125

### Arrivati al traguardo
| Pos. | Nº | Pilota              | Costruttore | Giri | Tempo     | Griglia | Punti |
| ---- | -- | ------------------- | ----------- | ---- | --------- | ------- | ----- |
| 1º   | 9  | Alessandro Gramigni | Aprilia     | 20   | 45'29.850 | 5º      | 20    |
| 2º   | 1  | Loris Capirossi     | Honda       | 20   | +1.494    | 1º      | 17    |
| 3º   | 12 | Gabriele Debbia     | Aprilia     | 20   | +2.142    | 4º      | 15    |
| 4º   | 5  | Jorge Martínez      | Honda       | 20   | +16.888   | 8º      | 13    |
| 5º   | 51 | Nobuyuki Wakai      | Honda       | 20   | +18.405   | 9º      | 11    |
| 6º   | 7  | Fausto Gresini      | Honda       | 20   | +20.632   | 11º     | 10    |
| 7º   | 15 | Maurizio Vitali     | Gazzaniga   | 20   | +20.723   | 7º      | 9     |
| 8º   | 28 | Ralf Waldmann       | Honda       | 20   | +32.694   | 6º      | 8     |
| 9º   | 11 | Adi Stadler         | JJ Cobas    | 20   | +33.463   | 18º     | 7     |
| 10º  | 3  | Bruno Casanova      | Honda       | 20   | +33.472   | 19º     | 6     |
| 11º  | 27 | Gimmi Bosio         | Honda       | 20   | +35.096   | 22º     | 5     |
| 12º  | 10 | Heinz Lüthi         | Honda       | 20   | +35.379   | 14º     | 4     |
| 13º  | 20 | Hisashi Unemoto     | Honda       | 20   | +36.238   | 31º     | 3     |
| 14º  | 47 | Oliver Petrucciani  | Aprilia     | 20   | +39.787   | 15º     | 2     |
| 15º  | 73 | Kin'ya Wada         | Honda       | 20   | +39.876   | 21º     | 1     |
| 16º  | 2  | Hans Spaan          | Honda       | 20   | +40.756   | 29º     |       |
| 17º  | 56 | Noboru Ueda         | Honda       | 20   | +46.657   | 16º     |       |
| 18º  | 46 | Arie Molenaar       | Honda       | 20   | +52.835   | 28º     |       |
| 19º  | 66 | Luis Alvaro         | Derbi       | 20   | +1'05.351 | 23º     |       |
| 20º  |    | Johnny Wickström    | Honda       | 20   | +1'06.500 | 27º     |       |
| 21º  | 19 | Alfred Waibel       | Honda       | 20   | +1'06.576 | 17º     |       |
| 22º  | 64 | Hans Koopman        | Honda       | 20   | +1'07.775 | 34º     |       |
| 23º  | 61 | Serafino Foti       | Honda       | 20   | +1'07.941 | 24º     |       |
| 24º  | 62 | Ian McConnachie     | Honda       | 20   | +1'07.956 | 25º     |       |
| 25º  | 17 | Steve Patrickson    | Honda       | 20   | +1'23.037 | 37º     |       |
| 26º  | 69 | René Dünki          | Honda       | 20   | +1'23.211 | 36º     |       |
| 27º  | 71 | Jos van Dongen      | Honda       | 20   | +1'35.923 | 33º     |       |

### Ritirati
| Nº | Pilota          | Costruttore  | Griglia |
| -- | --------------- | ------------ | ------- |
| 35 | Kazuto Sakata   | Honda        | 3º      |
| 16 | Koji Takada     | Honda        | 10º     |
| 63 | Stefan Kurfiss  | Honda        | 35º     |
| 70 | Stefan Brägger  | Honda        | 32º     |
| 14 | Julián Miralles | JJ Cobas     | 20º     |
| 34 | Emilio Cuppini  | Gazzaniga    | 30º     |
| 22 | Peter Öttl      | Bakker-Rotax | 2º      |
| 41 | Alain Bronec    | Honda        | 12º     |
| 4  | Dirk Raudies    | Honda        | 13º     |

### Non partito
| Nº | Pilota       | Costruttore | Griglia |
| -- | ------------ | ----------- | ------- |
| 6  | Ezio Gianola | Derbi       | 26º     |

### Non qualificati
| Nº | Pilota             | Costruttore |
| -- | ------------------ | ----------- |
| 18 | Robin Appleyard    | Honda       |
| 43 | Manuel Hernández   | Honda       |
| 29 | Peter Galvin       | Honda       |
| 49 | Janez Pintar       | Honda       |
| 26 | Javier Debón       | JJ Cobas    |
| 65 | Jean-Claude Selini | Honda       |
| 68 | Hubert Abold       | Honda       |
| 67 | Wolfgang Fritz     | Honda       |
| 23 | Gabriele Gnani     | Gnani       |

## Classe sidecar

### Arrivati al traguardo (posizioni a punti)
| Pos. | Nº | Pilota          | Passeggero       | Costruttore   | Tempo  | Griglia | Punti |
| ---- | -- | --------------- | ---------------- | ------------- | ------ | ------- | ----- |
| 1º   | 4  | Rolf Biland     | Kurt Waltisperg  | LCR - Honda   |        | 2º      | 20    |
| 2º   | 2  | Egbert Streuer  | Peter Brown      | LCR - Krauser | +0.224 | 1º      | 17    |
| 3º   | 3  | Steve Webster   | Gavin Simmons    | LCR - Krauser | +2.383 |         | 15    |
| 4º   | 12 | Ralph Bohnhorst | Bruno Hiller     | LCR - Krauser |        |         | 13    |
| 5º   | 6  | Steve Abbott    | Shaun Smith      | LCR - Krauser |        |         | 11    |
| 6º   | 8  | Markus Egloff   | Urs Egloff       | SMS - Krauser |        |         | 10    |
| 7º   | 27 | Tony Wyssen     | Kilian Wyssen    | LCR - Krauser |        |         | 9     |
| 8º   | 9  | Masato Kumano   | Eckart Rösinger  | LCR - Yamaha  |        |         | 8     |
| 9º   | 15 | Barry Brindley  | Scott Whiteside  | LCR - Krauser |        |         | 7     |
| 10º  | 17 | Darren Dixon    | Sean Dixon       | LCR - Krauser |        |         | 6     |
| 11º  | 5  | Paul Güdel      | Charly Güdel     | LCR - Krauser |        |         | 5     |
| 12º  | 14 | Theo van Kempen | Geral de Haas    | LCR - Krauser |        |         | 4     |
| 13º  | 22 | Werner Kraus    | Thomas Schröder  | Busch - ADM   |        |         | 3     |
| 14º  | 25 | Tony Baker      | Simon Prior      | LCR - Krauser |        |         | 2     |
| 15º  | 20 | Barry Smith     | Trevor Hopkinson | Windle - ADM  |        |         | 1     |